# Homonota williamsii
Homonota williamsii — вид геконоподібних ящірок родини Phyllodactylidae. Ендемік Аргентини. Описаний у 2012 році. Вид названий на честь аргентинського герпетолога Хорхе Даніеля Вільямса.

## Опис
Тіло (не враховуючи хвоста) сягає 48 мм завдовжки.

## Поширення і екологія
Homonota williamsii є ендеміками гірського масиву Сьєрра-де-ла-Вентана на південному заході провінції Буенос-Айрес. Вони живусть серед скельних виступів у пампі, на висоті від 300 до 1239 м над рівнем моря.